# Joseph D. Morelle

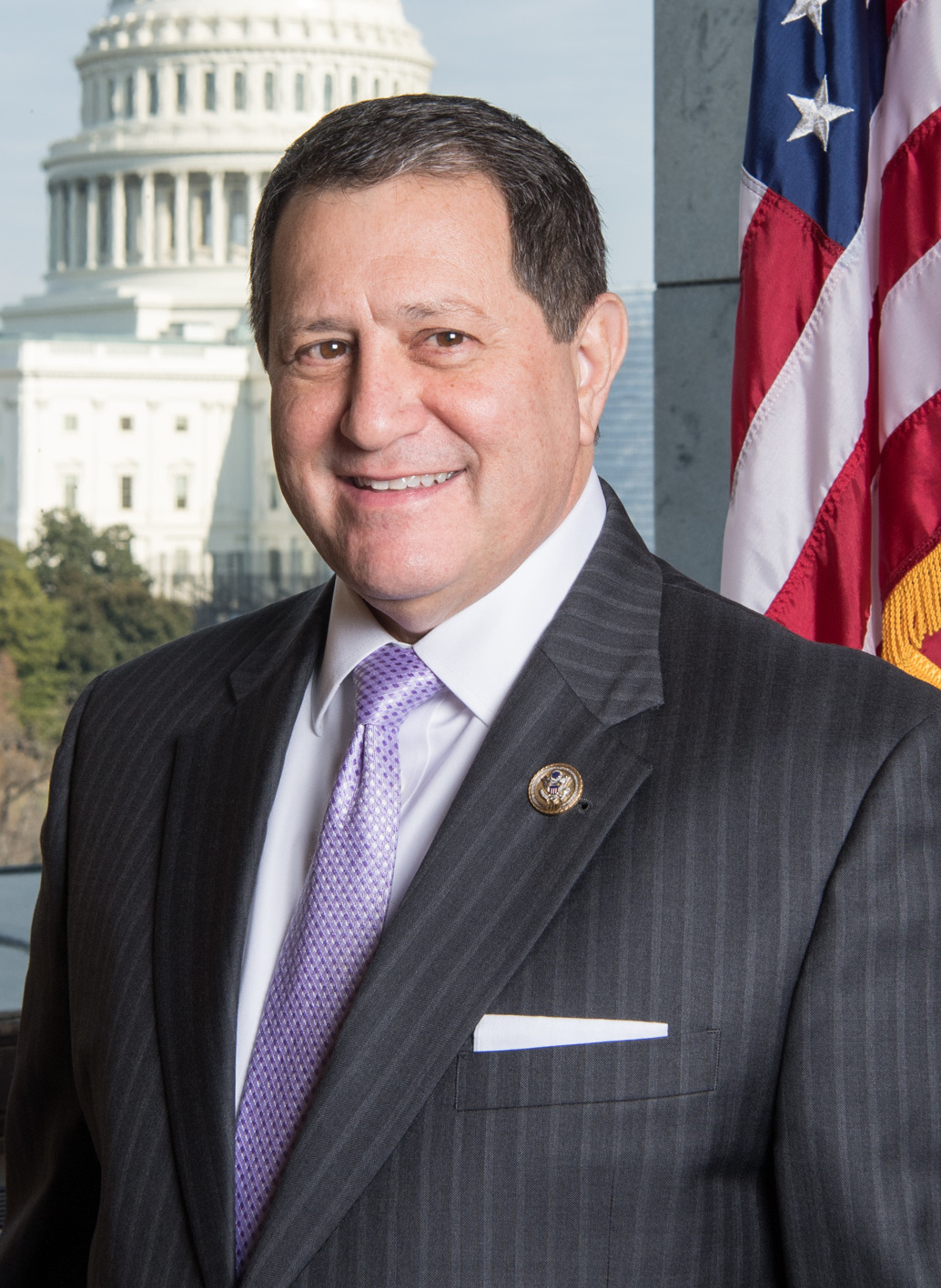
Joseph Morelle

Joseph D. Morelle (* 29. April 1957 in Utica, New York) ist ein US-amerikanischer Politiker der Demokratischen Partei. Seit November 2018 vertritt er den 25. Distrikt des Bundesstaats New York im Repräsentantenhaus der Vereinigten Staaten.

## Werdegang
Morelle erwarb seinen B.A. in Politikwissenschaft an der State University of New York in Geneseo (New York). Seine berufliche Erfahrung umfasst die Tätigkeit als Präsident und CEO von MMI Technologies, Incorporated und als Administrator am Anthony L. Jordan Health Center. Morelles politische Erfahrung außerhalb der New York State Legislative umfasst die Tätigkeit als Ernannter für das Council of Young Political Leaders, als Bezirksabgeordneter im Monroe County und als Leiter des Irondequoit Democratic Committee. Morelle fungierte als Mehrheitsführer seiner Partei in der New York State Assembly und vertrat von 1990 bis 2018 den 136. Distrikt. Am 27. Januar 2015 wurde Morelle als Ersatz für Sheldon Silver (D) als Sprecher der New York State Assembly nominiert. Silver trat am 2. Februar 2015 als Sprecher zurück. Morelle diente im Amt, bis Carl Heastie (D) am 3. Februar 2015 in das Amt gewählt wurde.
Nach dem Tod der langjährigen Abgeordneten Louise McIntosh Slaughter wurde Joseph Morelle als demokratischer Kandidat für deren Nachfolge um den 25. Kongresswahlbezirk nominiert. Am 6. November 2018 gewann er sowohl die Nachwahl um dieses Mandat als auch die reguläre Wahl 2018 gegen den Republikaner Jim Maxwell. Die Wahl 2020 konnte er ebenfalls für sich entscheiden. Die Primary (Vorwahl) seiner Partei für 2022 wurde, da keine Gegenkandidaten antraten, abgesagt. Er trat damit am 8. November 2022 gegen La'Ron Singletary von der Republikanischen Partei an und konnte die Wahl erneut gewinnen. Bei der Kongresswahl 2024 zum 119. Kongress wurde im 25. Kongress Wahlkreis die demokratische und die republikanische Vorwahl abgesagt, da weder Morelle noch der Republikaner Gregg Sadwick Gegenkandidaten hatten. Er setzte sich gegen Sadwick bei der Wahl im November 2024 mit 60,8 % durch. Seine aktuelle Legislaturperiode im Repräsentantenhaus des 119. Kongresses läuft noch bis zum 3. Januar 2027.

### Ausschüsse
Er ist aktuell Mitglied in folgenden Ausschüssen des Repräsentantenhauses:
- Committee on Appropriations
- Committee on Rules
  - Legislative and Budget Process (Vorsitz)
- Committee on the Budget

## Privates
Er und seine Frau Mary Beth haben drei erwachsene Kinder und leben in Rochester.